# Henrik luxemburgi nagyherceg
Henrik nagyherceg (teljes neve: Henri Albert Gabriel Félix Marie Guillaume; Luxembourg, 1955. április 16. –) a Nassau–Weilburg-ház hatodik uralkodója, Luxemburg nagyhercege 2000. október 7-étől kezdve.

## Élete
1955. április 16-án született a Betzdorf-kastélyban, Luxembourg városában János nagyherceg és Jozefina Sarolta nagyhercegné első fiaként. Középiskolai tanulmányait Luxemburgban és Franciaországban végezte, utána a genfi egyetemen folytatott tanulmányokat, ahol tudományos fokozatot szerzett politika-tudományokból.
1974-ben belépett a Sandhursti Királyi Katonai Akadémiára, ahol 1975-ben tisztté avatták. Ezután amerikai tanulmányútra indult, majd 1989-ben az angol ejtőernyős ezred tiszteletbeli őrnagyi címét kapta. Trónra lépéséig a luxemburgi hadseregben szolgált ezredesi rangot viselve.
Henrik nagyherceg szabadidejében előszeretettel síel, úszik, teniszezik és evez, valamint kastélyába gyakran hív meg komolyzenei előadókat és világhírű zenekarokat.
A nagyherceg a luxemburgi Gazdasági Fejlesztési Bizottság tiszteletbeli elnöki minőségében számos körutat tett világszerte Luxemburg, mint beruházási célpont népszerűsítése érdekében.
1980 kezdve tagja volt az Államtanácsnak, ami lehetőséget adott számára a közigazgatás működésének áttekintésére, 1988-ban édesapja régensnek nevezte ki. Henrik herceg ekkor tényleges hatalmat is kapott, és megtapasztalhatta, milyen is uralkodónak lenni.
1998. március 4-én a luxemburgi alkotmány 42. cikke értelmében János nagyherceg képviselője lett, majd 2000. október 7-én, apja lemondása után, átvette az uralkodói szerepkört. A nagyherceg az ENSZ Egészségügyi Világszervezetének egyik jelentős támogatója, valamint tagja a Nemzetközi Olimpiai Bizottságnak is.
2006. március 18-án látogatást tett Budapesten, és Sólyom László köztársasági elnökkel együtt megnyitotta a „Művészet és kultúra Luxemburgi Zsigmond korában” című nagyszabású tárlatot, amellyel alapításának 100. évfordulóját ünnepelte a Szépművészeti Múzeum.
Ugyancsak részt vett 2006. október 23-án az '56-os forradalom budapesti megemlékezésein.

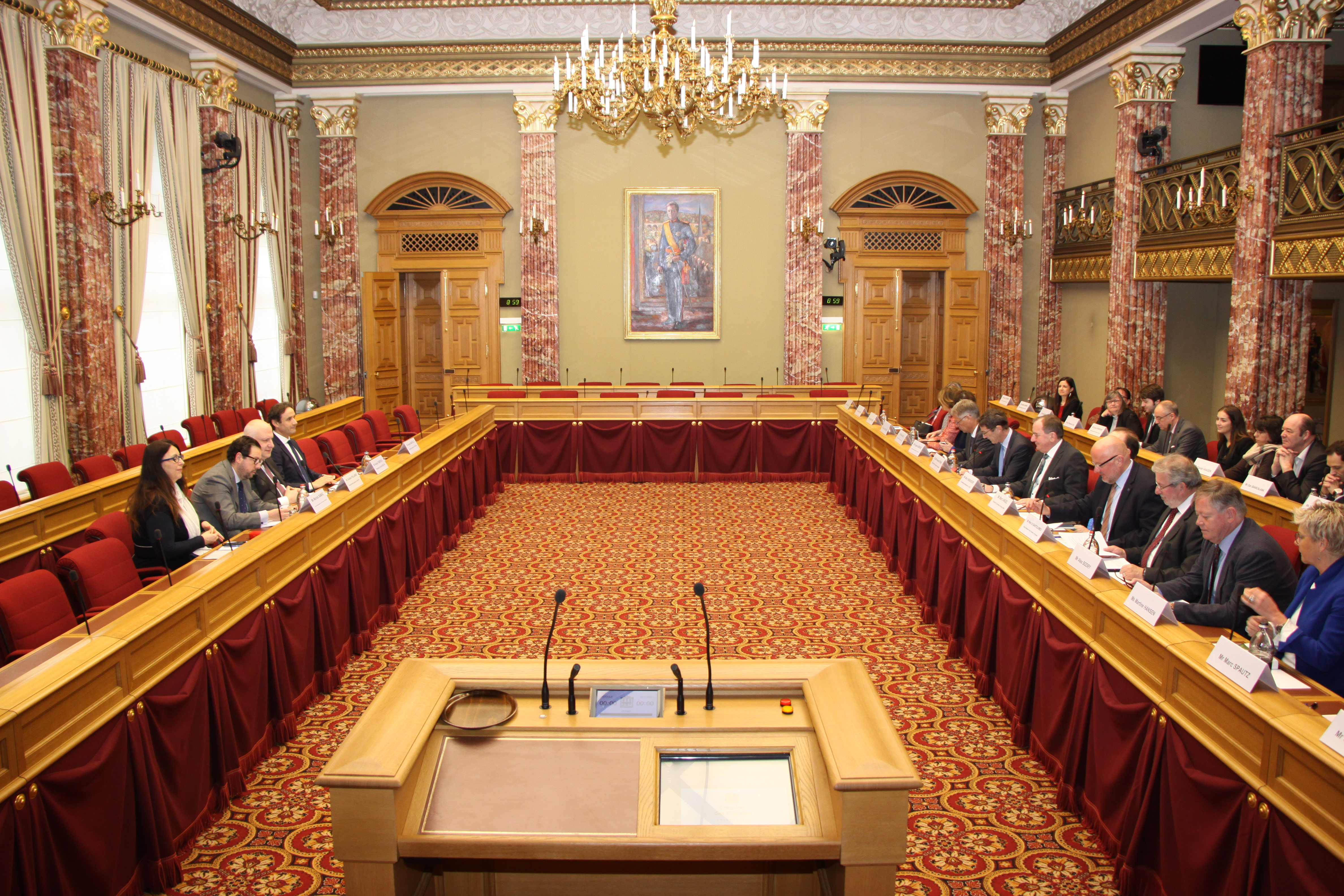
A luxemburgi parlament ülésterme, a szemben lévő falon Henrik luxemburgi nagyherceg hivatalos uralkodói portréjával.

## Gyermekei
1981. február 14-én feleségül vette Maria Teresa Mestre-t, aki szintén politikatudományi tanulmányokat folytatott Genfben. Öt gyermekük született:
- Vilmos herceg (1981. november 11. –)
- Félix herceg (1984. június 3. –)
- Lajos herceg (1986. augusztus 3. –)
- Alexandra hercegnő (1991. február 16. –)
- Sebestyén herceg (1992. április 16. –)